# Raymond Duchamp-Villon

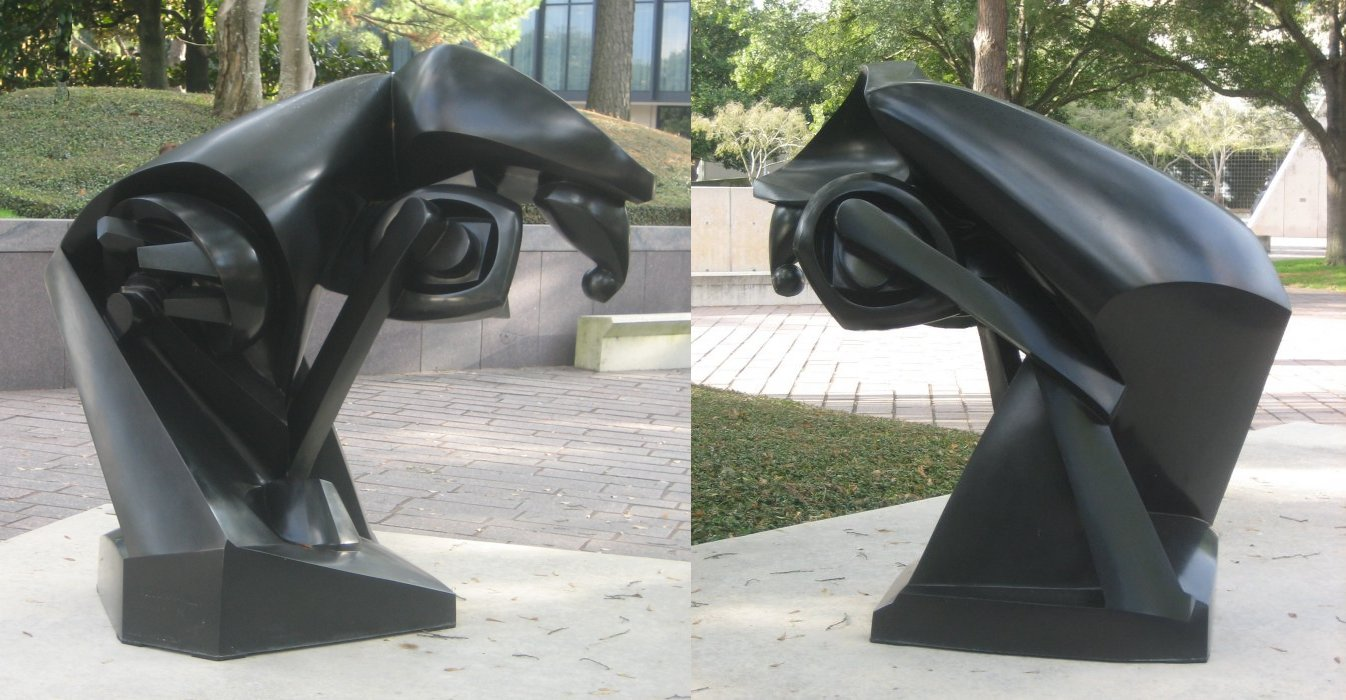
Grand cheval (1914), Museum of Fine Arts in Houston

Raymond Duchamp-Villon (Damville (Eure), 5 november 1876 – Cannes, 7 oktober 1918) was een Franse beeldhouwer
Zijn vader was een welgestelde notaris. Twee broers, Marcel Duchamp en Jacques Villon (Gaston Duchamp), en een zus, Suzanne Duchamp, werden even bekende kunstschilders.
Oorspronkelijk zou Raymond arts worden, maar zijn gezondheidstoestand verplichtte hem zijn studies voortijdig op te geven. Hij volgde geen enkele kunstacademie en begon in 1898 te tekenen en te beeldhouwen. Sinds 1901 verbleef hij in Parijs en aanvankelijk werkte hij naar de natuur-stijl van Rodin, getuige zijn grote Torse de femme uit 1907 in het Musée National d'Art Moderne.
In 1907 werd hij buur van zijn broer Jacques Villon en van František Kupka, in Puteaux. Dit was meteen het keerpunt in zijn artistiek bestaan. Hier werd hij een der geestdriftige bezielers van de Section d'or van zijn broer Jacques, naast Kupka, Albert Gleizes, Jean Metzinger, Francis Picabia, Fernand Léger, Guillaume Apollinaire en zijn jongere broer Marcel.
Met zijn intelligentie bracht hij de vernieuwingstendens in het Kubisme en het Futurisme binnen de driedimentionale sculptuur, vanaf 1910. Zijn Grand Cheval, een brons van 107 cm hoog, een bio-mechanische synthese van de paardenkracht, die hij creëerde in 1914, is het belangrijkste beeld uit zijn eerder beperkte oeuvre.
Als vrijwilliger geëngageerd bij het Franse leger, tijdens de Eerste Wereldoorlog, velde een aan het front opgelopen ziekte hem in Cannes, op 41-jarige leeftijd.
- Biblioteca Nacional de España: XX1376005
- Bibliothèque nationale de France: cb14973156b (data)
- CiNii: DA05458888
- Gemeinsame Normdatei: 118934384
- International Standard Name Identifier: 0000 0000 8135 0838
- Library of Congress Control Number: n50026778
- Musée national d'archéologie, d'histoire et d'art: lkl003427
- Nationale Bibliotheek van Tsjechië: ola2002161217
- Nationale Bibliotheek van Israël: 987007260786205171
- Nederlandse Thesaurus van Auteursnamen: 070451893
- Réseau des bibliothèques de Suisse occidentale: 02-A003194487
- RKD-Nederlands Instituut voor Kunstgeschiedenis: 112406
- SNAC: w6th9zr9
- Système universitaire de documentation: 026840561
- Union List of Artist Names: 500029284
- Virtual International Authority File: 56609037
- WorldCat: E39PBJhmKHdwcfBMBYQXtCjwG3